# Kultura Maros
Kultura Maros (znana także jako kultura Periam-Pecica, kultura Periamus, kultura Maruszy) – kultura archeologiczna epoki brązu. Jej nazwa pochodzi od rzeki Marusza w zachodniej Rumunii i południowo-wschodnich Węgrzech.

## Geneza
Geneza omawianej kultury wiąże się z pojawieniem się na obszarze Banatu, nad dolnym Temeszem, grupy ludności pochodzącej ze strefy anatolijsko-bałkańskiej, nazywanej grupą Pitvaros. Następnie na tereny te miała wkroczyć nowa grupa, również pochodzenia anatolijsko-bałkańskiego, a wymieszanie obu tych grup doprowadziło do wytworzenia się nowej jednostki kulturowej, nazywanej kulturą Maros.

## Chronologia i obszar występowania
Kultura ta rozwijała się w czasie, w którym obszary leżące nad Cisą były objęte zasięgiem kultury Nagyrév. Istniała jednak dłużej od tej kultury: datujemy więc ją na lata około 2300–1700/1600 p.n.e. Początkowo obejmowała obszar Banatu nad dolnym Temeszem i tereny nad Cisą w pobliżu ujścia Maruszy, jednak pod wpływem naporu kultury Vatin doszło do przesunięć ludności w kierunku północnym, w górę Cisy, aż po ujście Kereszu, na obszary zajęte dawniej przez osadnictwo kultury Hatvan. Rozwinęła się tutaj grupa Szöreg. Inna część ludności przesunęła się ku północnemu zachodowi w stronę Dunaju. Nazywa się ją grupą Gerjen.

## Gospodarka
Zajmowano się głównie uprawą ziemi, co poświadczają znajdowane na osadach ziarna pszenicy. Rozwinięta przy tym była także hodowla (znajdujemy kości bydła rogatego, świni i konia), a pewną rolę odgrywało również łowiectwo (kości jelenia) i rybactwo.

## Osadnictwo i budownictwo
W odniesieniu do wczesnej fazy kultury Maros (grupa Pitvaros), nie ma żadnych danych na temat osiedli. Jednak w późniejszych fazach rozwoju wykształciły się osiedla tellowe, z których znana jest omawiana jednostka kulturowa. Dwa najbardziej znane telle to stanowiska z miejscowości Perjámos i Pécska.
- Tell w Pécska jest to wysokie na 3 metry, sztuczne owalne wzniesienie o rozmiarach 70 na 117 metrów. Tell położony jest na skraju terasy zalewowej Maruszy. Domy były tu budowane na planie kwadratu, a ich podłogi były wyklepane z gliny. Pomiędzy domami biegły uliczki.
- Tell w Perjámos to kopiec o warstwie kulturowej, pochodzącej z epoki brązu, o grubości 1,5 metra. Zalega ona na starszych, neolitycznych warstwach. Domy budowano tu na planie prostokąta, o rozmiarach 4–5 na 6–8 metrów. Stawiano je w konstrukcji słupowej, zaś podłogi były wyklepane z gliny i posiadały wgłębione palenisko pośrodku chaty. W otoczeniu domów znajdowały się jamy zasobowe. Najprawdopodobniej położenie chat było regularnie rozplanowane w rzędach.

## Obrządek pogrzebowy
Cmentarzyska kultury Maros występują zazwyczaj w otoczeniu osiedli, znane są jednak również pojedyncze pochówki w obrębie osad. Występował na nich szkieletowy obrządek pogrzebowy. Zmarłych chowano w pozycji skurczonej, o różnej orientacji względem stron świata, wyposażonych w 2–4 naczynia oraz ozdoby brązowe i kościane. W niektórych z grobów występują także szczątki zwierząt, natomiast wśród pochówków męskich zdarzają się wyposażone w broń. Na cmentarzysku w miejscowości Mokrin odkryto pochówki ludzkie w pitosach. Jedyne groby ciałopalne pochodzą z obszaru pogranicza kultury Maros z kulturą Vatya i wiążą się zapewne z wpływami tej drugiej jednostki.

## Inwentarz
Wśród wyrobów ceramicznych najbardziej charakterystyczne to dzbany i naczynia o baniastych brzuścach, wyodrębnionych szyjach i dwóch dużych uchach.
Rozwinięta była metalurgia, a jednym z jej ośrodków był tell w Pécska, gdzie znaleziono liczne formy odlewnicze. Spośród wyrobów brązowych można wymienić różne typy szpili, na przykład szpile cypryjskie, tutulusy, ozdobne blaszki, paciorki i wisiorki, a także toporki.
Znane są także wyroby kościane takie jak szpile, wisiorki, paciorki, szydła, motyki, krępulce z rzędu końskiego. Ponadto mamy także toporki kamienne oraz paciorki wykonane z muszli i paciorki fajansowe.

## Zanik
Kultura Maros zaniknęła pod wpływem ekspansji ludności należącej do kręgu kultur mogiłowych w okresie brązu B1. Jedynie u ujścia Kereszu do Cisy, gdzie istniało niewielkie skupisko stanowisk, omawiana jednostka przetrwała dłużej.